# Lemond

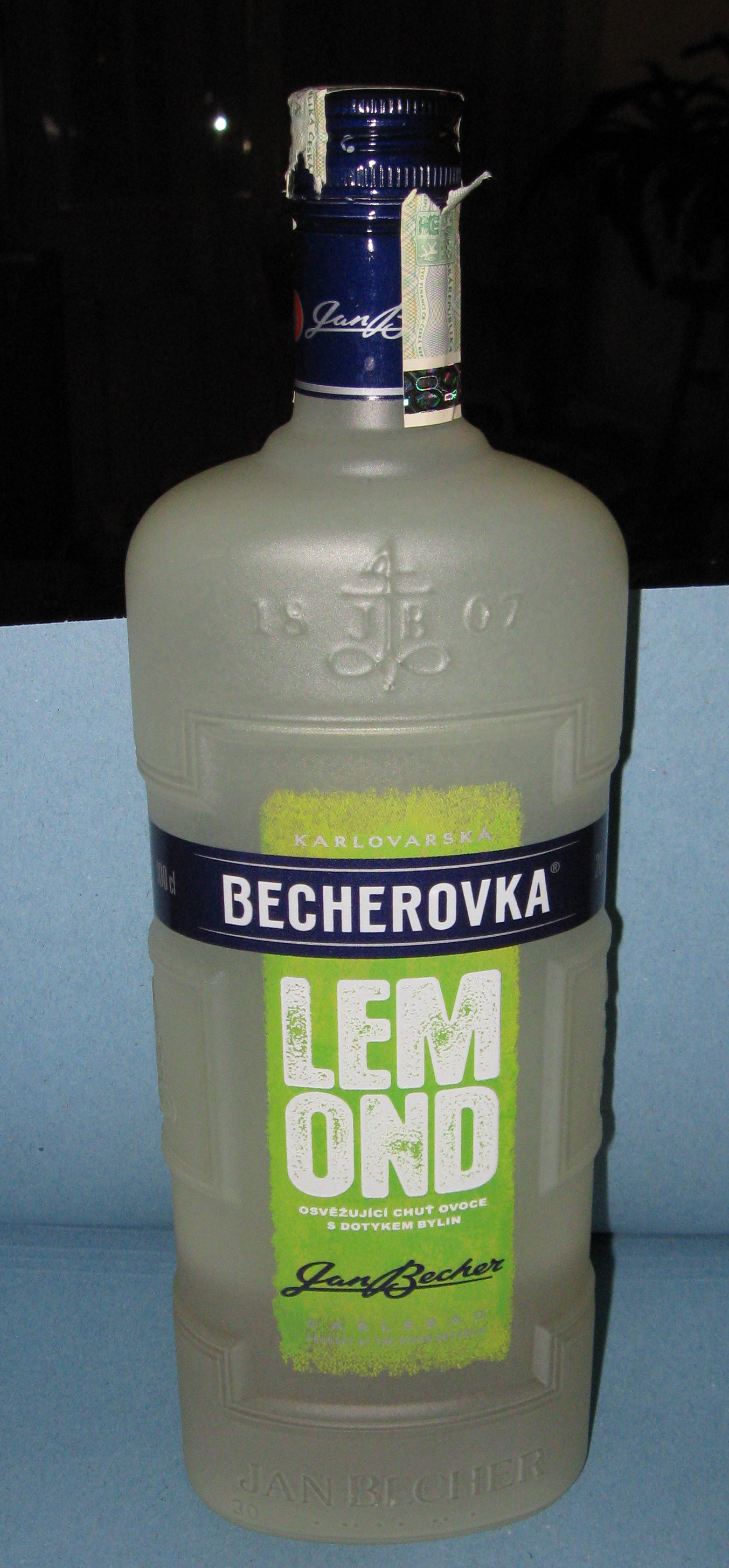
Lemond

Lemond es el nombre de un licor de origen checo, que se produce en la ciudad de Karlovy Vary por Karlovarská Becherovka, a.s. Tiene un sabor de limón (incluye ácido cítrico) con el aroma de Becherovka en que está basado. Se consume solo. Junto con Becherovka original es común en el mercado checo, al contrario del Aperitiv KV 14 o licor Cordial.